# Wahrheitskommission Marokko
Die Marokkanische Wahrheitskommission (französisch L'Instance équité et réconciliation, IER; arabisch هيئة الإنصاف والمصالحة, DMG haiʾat al-inṣāf wa-l-muṣālaḥa ‚Verband der Gerechtigkeit und Versöhnung‘) wurde vom marokkanischen König Mohammed VI. am 2. Januar 2004 mit dem Ziel eingesetzt, Menschenrechtsverletzungen zwischen 1956 und 1999 aufzuklären, die vor allem unter der Regentschaft seines Vaters Hassan II. begangen wurden. Auftrag der Kommission waren Entschädigung und Wiedergutmachung für die Opfer sowie die Erarbeitung von Reformvorschlägen. Sie ist die bisher einzige Wahrheitskommission der arabischen Welt.

## Vorgeschichte
Insbesondere in den 1970er und 1980er Jahren kam es in Marokko zu schweren Menschenrechtsverletzungen, die gegen jegliche Art von Oppositionellen gerichtet waren. Teilweise wird diese Periode als schmutziger Krieg bezeichnet. Die Opfer staatlicher Repression waren Mitglieder des Militärs nach den Putschversuchen in den Jahren 1971 und 1972, Mitglieder linker Parteien und Bewegungen sowie Aktivisten für die Selbstbestimmung der Sahara.
Mit der politischen Opposition zum Königshaus ist die Geschichte der Menschenrechtsbewegung in Marokko verknüpft. 1979 wurde als erste marokkanische Menschenrechtsorganisation die Association marocaine des droits humains (AMDH) gegründet, die der linken Union Nationale des Forces Populaires (USFP) nahesteht. Erst 1988 gründete sich mit der Organisation Marocaine des Droits Humains (OMDH) eine parteiunabhängige Menschenrechtsorganisation.
Im Jahr 1993 wurde ein Menschenrechtsminister eingesetzt, 1994 folgte die Genehmigung der Aktivitäten von Amnesty International. Die schließlich 2004 gegründete Wahrheitskommission erkannte von über 16.000 eingereichten Fällen bei etwa 10.000 Menschen den Anspruch auf Wiedergutmachung oder finanzielle Entschädigung an.

## Politische Wirkung
Nach dem Tod Hassans II. und dem Machtantritt Mohammeds VI. ist so der Versuch unternommen worden, einen neuen gesellschaftlichen Konsens herzustellen. In einer Ansprache an die marokkanische Bevölkerung sprach Mohammed VI. von der Notwendigkeit, „eine Kommission der Wahrheit, der Gerechtigkeit und der Versöhnung“ einzusetzen, um das Land mit seiner schmerzhaften Vergangenheit auszusöhnen.
Besonders bei der Annäherung an die Europäische Union und dem Kampf gegen den Islamismus verfolgen die ehemalige linke Opposition und das Königshaus gemeinsame Interessen. Durch diesen neuen Konsens lässt sich erklären, warum es zu einer Wahrheitskommission ohne einen Regimewechsel und ohne juristische Verfolgung der Täter kommen konnte.
Dieser Prozess wird seit den 1990er Jahren durch eine aktive Erinnerung, Gedenkfahrten und eine große kulturelle Produktion ehemaliger Opfer begleitet. Im Prozess der Wahrheitskommission geriet dieses Erinnern von „unten“ mit der staatlichen Erinnerungsarbeit in Konflikt. Das Verhandeln der Erinnerungen ehemaliger Opfer und eines offiziellen Narrativs der Monarchie bedeutete einen politischen Lernprozess.

## Kritik und Bewertung
Die Wahrheitskommission ist für die fehlende Strafverfolgung von Tätern kritisiert worden. Ihr Schwerpunkt lag allein auf der Feststellung der Schuld von Institutionen. Außerdem wurden schwere Menschenrechtsverbrechen sehr eng als „Verschwindenlassen“ definiert und die Untersuchung auf den Zeitraum von 1956 bis 1999 begrenzt und fielen somit aus dem Mandat der IER heraus. Aktuelle Menschenrechtsverbrechen, wie beispielsweise Pressezensur und Folter von Islamisten nach den Anschlägen 2003, gehörten nicht zu den Aufgaben der Wahrheitskommission.
Es bleibt dadurch fraglich, ob die Kommission nur einen Beitrag zur Restaurierung staatlicher Macht leistet, oder ob durch die Kommission ein nachhaltiger Fortschritt für die Verbesserung der Situation der Menschenrechte erzielt werden kann. Der marokkanische Politikwissenschaftler Mohammed Tozy unterstreicht dabei die Bedeutung des Prozesses der Vertrauensbildung zwischen den beteiligten Akteuren des Staates und der Zivilgesellschaft. Bemerkenswert ist dabei das fast vollständige Ausbleiben der wissenschaftlichen Aufarbeitung dieser Zeit durch Historiker.
Abschließend kann die Wahrheitskommission als Motor der Erneuerung der politischen Kultur Marokkos gewertet werden. Einzigartig für die arabische Welt ist dabei die plurale gesellschaftliche Verarbeitung. Fraglich ist jedoch, ob bei diesem Prozess unterschiedliche Versionen wirklich demokratisch verhandelt werden, oder ob ein autoritärer Pluralismus nur die Position der Monarchie stärkt.